# Crónica de un extraño
Crónica de un extraño es una película de Argentina filmada en colores dirigida por Miguel Mirra sobre su propio guion que se estrenó el 1 de octubre de 1998 y que tuvo como actores principales a Guillermo Chávez, Eulogio Frites, Martín Coria y Edgardo Fons.

## Sinopsis
Un joven colla viaja a Buenos Aires para convertirse en boxeador y salir así de la pobreza.

## Reparto
Intervinieron en el filme:
- Guillermo Chávez
- Eulogio Frites
- Martín Coria
- Edgardo Fons
- Diana Trujillo

## Comentarios
Juan José Minatel en Sin Cambios escribió:

«…bucea en la desesperanza del argentino medio de hoy enfrentado a la marginalidad y cada vez a más humildes destinos…cierto ejemplo de lo que puede llegar a ser el cine nacional, aun, con muy escasos recursos y muy poco apoyo.»

Adolfo Martínez en La Nación opinó:

«Tiene como voz airosa el retroto de personajes olvidados. Dentro de un “cine de la pobreza” existen directores como Miguel Mirra que como el Quijote cervantino se anima a luchar contra los molinos de viento»

Manrupe y Portela escriben:

«Con los mínimos recursos la cámara de Mirra explora un punto de vista que dos años después se convertiría en prácticamente el preferido del cine nacional: la exclusión, los sueños y los temores de una clase sin lucha. Un drama documental que podría llegar a completar una trilogía con los anteriores La máscara de la conquista (1986) y Hombres de barro (1988).»